# Georg Pfründt

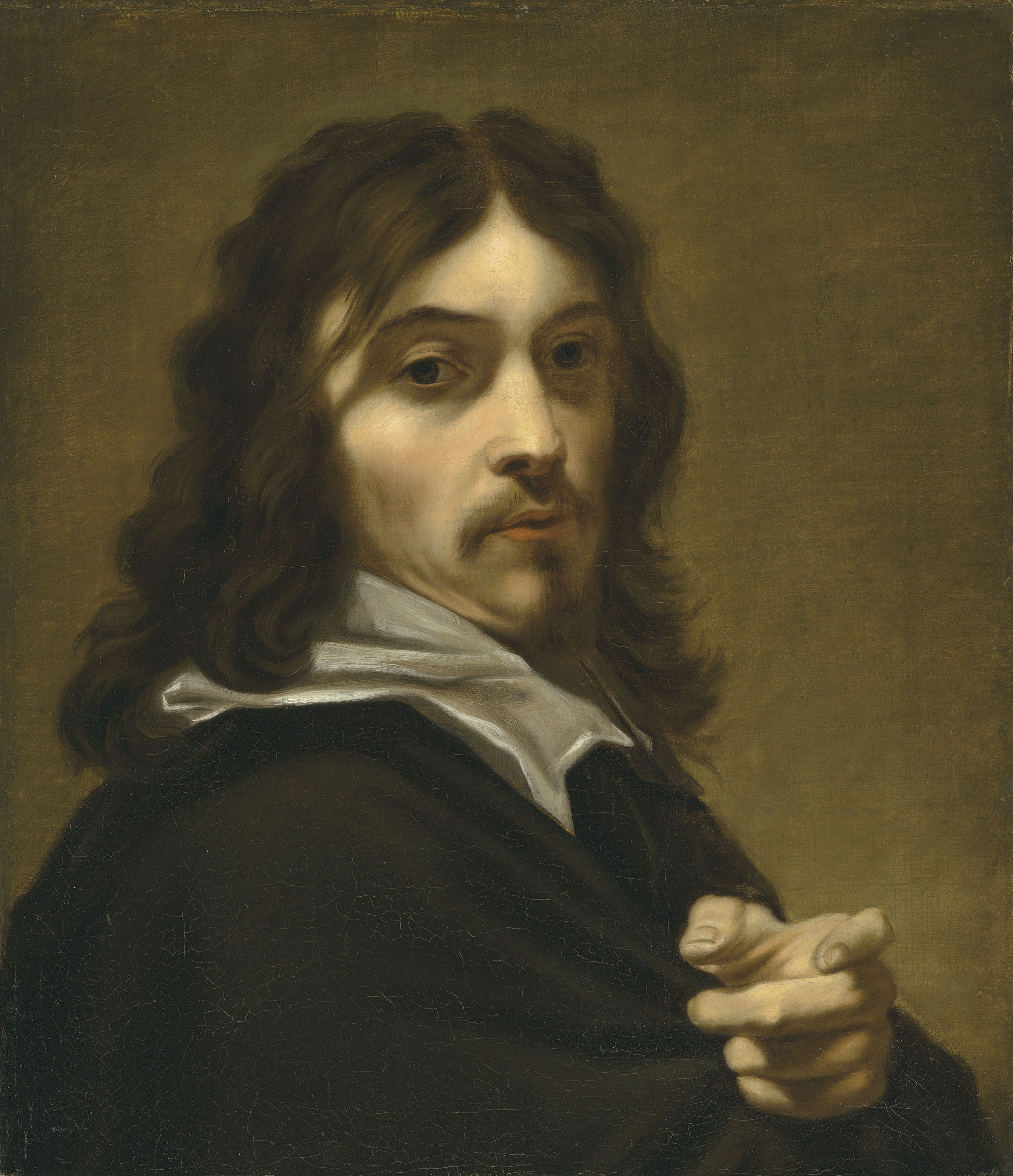
Georg Pfründt (1603–1663) (Nicolaes van Helt Stockade, um 1639)

Georg Pfründt (* 1603 in Flachslanden; † 1663 in Durlach) war ein deutscher Medailleur, Wachsbossierer und Kupferstecher sowie ein Bildhauer, Ingenieur und Baumeister.

## Leben
Pfründt war der Sohn eines Zimmermeisters aus Flachslanden, einem Dorf in der Nähe von Ansbach in Franken. Er wurde von einem Edelmann von Crailsheim nach Nürnberg in die Lehre zu dem Kunstverständigen Hanns Haffner und dem Bossierer Georg Vest d. J. geschickt. Er erlernte die Bildhauerei bei Leonhard Kern und gestaltete für seinen Gönner wohl mehrere Werke. Die Architektur und Ingenieurkunst erlernte er bei Carl Friderich Reichen (oder Carl Friedrich Reichen). Im Dreißigjährigen Krieg diente er unter Herzog Bernhard von Sachsen-Weimar und geriet in der Schlacht bei Nördlingen in schwedische Gefangenschaft. Nach seiner Freilassung diente er Herzog Bernhard erneut und nahm an der Belagerung von Breisach teil. In Straßburg erkrankte er schwer und war für einige Zeit dem Tode nahe. Nach seiner Genesung vermählte er sich.
Pfründt lebte für einige Zeit in Lyon, wo 1642 seine Tochter Anna Maria geboren wurde. Sandrart schreibt abweichend, sie sei in Paris geboren worden. Er kam 1643 nach Paris und wurde Schüler des französischen Medailleurs Jean Warin (auch Varin oder Varini). Hier betätigte er sich als Wachsbossierer. Als er 1645 nach Deutschland zurückkam, wurde er in vielen Fürstenhäusern tätig. Die besondere Art der Gestaltung des Porträts brachte er aus Frankreich mit. Er schuf als Konterfetter viele Bildnisse, die im ovalen Fond flach, aber sehr fein modelliert wurden. Bei der Darstellung des Bildnisses wurde das Wesentliche hervorgehoben. Auch die Rückseiten waren flach modelliert. Die Medaillen sind nicht geprägt, sondern gegossen. Da seine erste Frau verstorben war, heiratete er erneut. Mit seiner zweiten Ehefrau hatte er ebenfalls mehrere Töchter.
Dieser Medailleur des Frühbarock ist durch seine Art, Technik und Qualität der Gestaltung eine Person, die sich weit über seine Zeitgenossen hervorhob. Er gestaltete Gnadenpfennige für Markgraf Albrecht von Brandenburg-Ansbach und Friedrich IV. von Baden-Durlach. Seiner Tochter Anna Maria brachte er die Kunst des Medaillenschaffens so gut bei, dass sie selbst erfolgreich wurde.

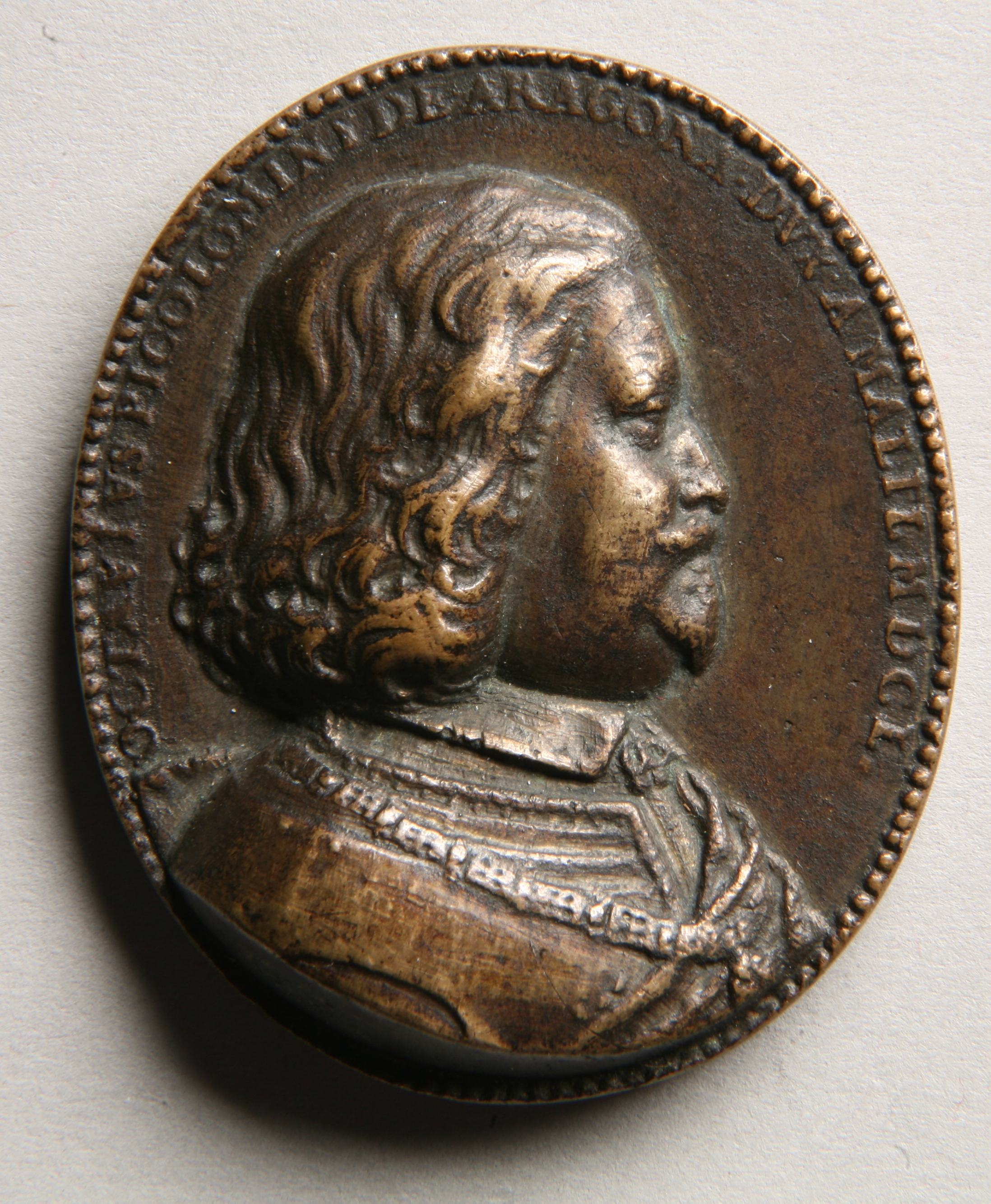
O. Piccolomini
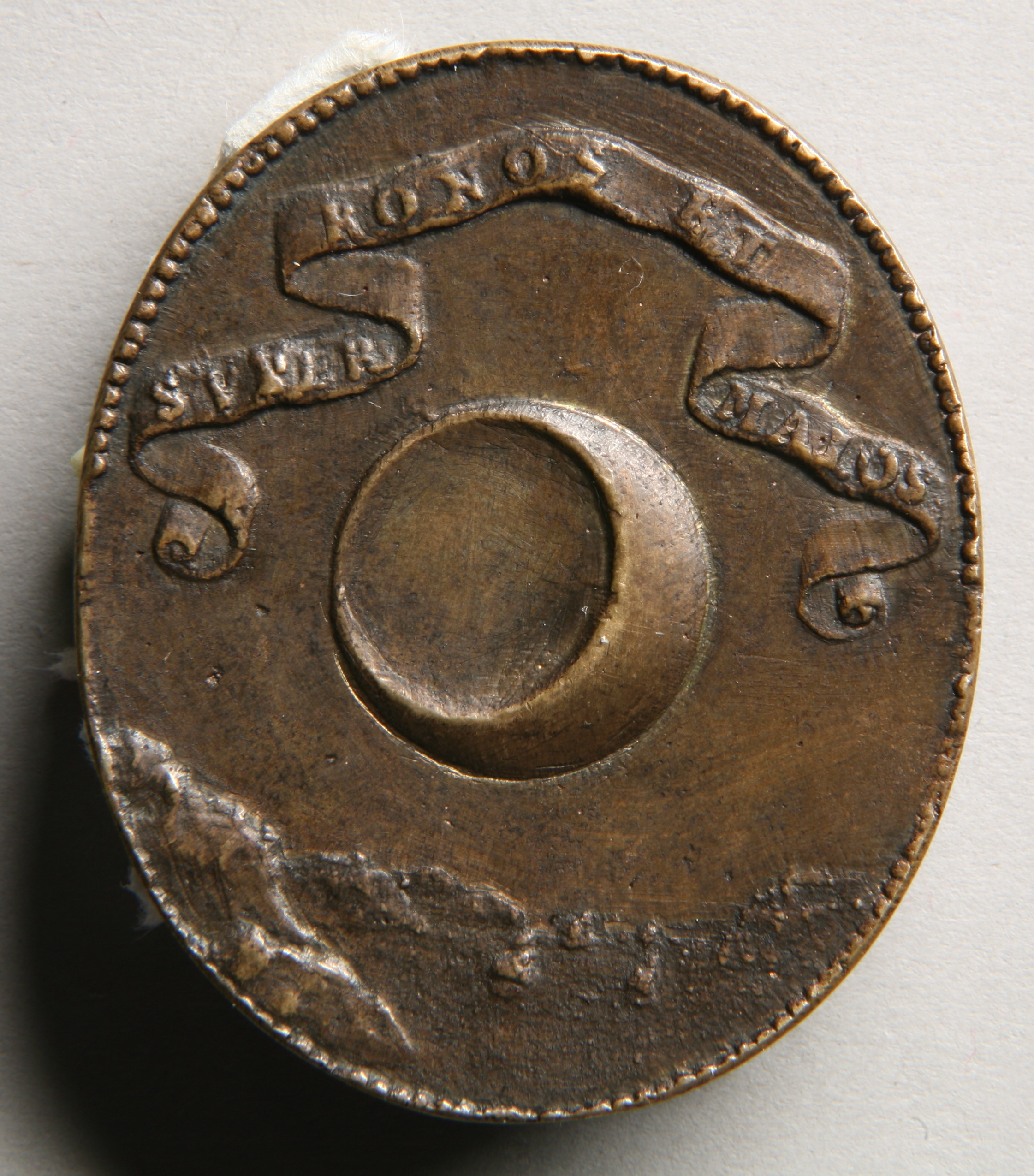
1650
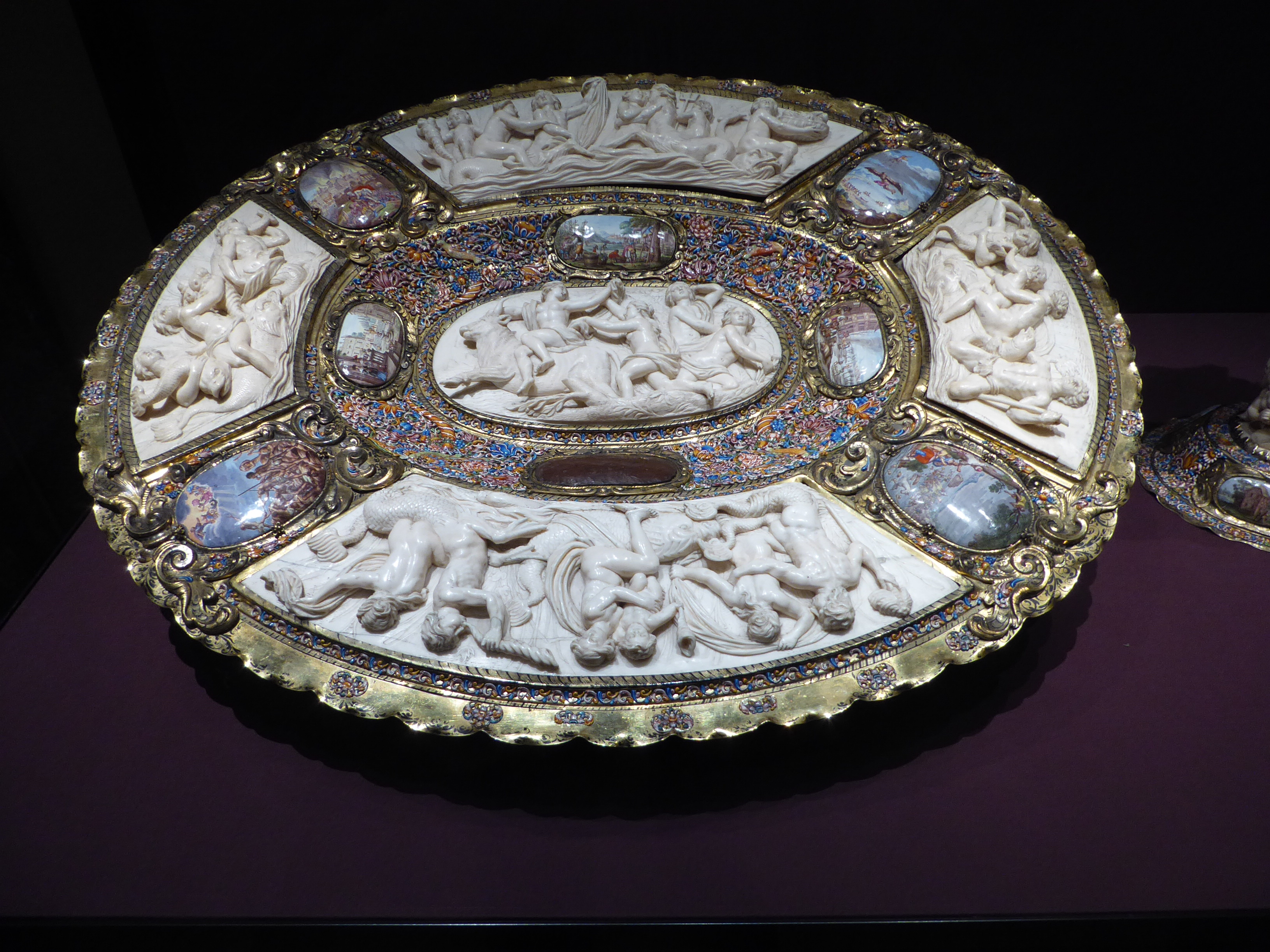
1663